# Pattinaggio di velocità su strada ai Giochi mondiali 2025
Le competizioni di pattinaggio di velocità su strada ai Giochi mondiali 2025 si sono svolte tra il 12 e il 13 agosto 2025 al Chengdu Roller Sports Centre di Chengdu, in Cina.

## Podi

### Uomini
| Specialità                         | Oro                         | Argento                        | Bronzo                   |
| 100 m (dettagli)                   | Jhoan Guzmán Spagna         | Vincenzo Maiorca Italia        | Ron Pucklitzsch Germania |
| 1 giro (dettagli)                  | Jhoan Guzmán Spagna         | Jhon Tascon Colombia           | Yvan Sivilier Francia    |
| 10,000 m punti (dettagli)          | Francisco José Peula Spagna | Julio Mirena Paraguay          | Martin Ferrié Francia    |
| 15,000 m a eliminazione (dettagli) | Juan Mantilla Colombia      | Nicolas Garcia Pazmino Ecuador | Martin Ferrié Francia    |

### Donne
| Specialità                         | Oro                       | Argento                 | Bronzo                          |
| 100 m (dettagli)                   | Ivonne Nóchez El Salvador | Haila Brunet Francia    | Dalia Soberanis Guatemala       |
| 1 giro (dettagli)                  | Maria Timms Colombia      | Fran Vanhoutte Belgio   | Anna-Laethisia Schimek Germania |
| 10,000 m punti (dettagli)          | Marine Lefeuvre Francia   | Gabriela Rueda Colombia | Gabriela Vargas Ecuador         |
| 15,000 m a eliminazione (dettagli) | Gabriela Rueda Colombia   | Marine Lefeuvre Francia | Valentina Letelier Messico      |

## Medagliere
| Posiz. | Nazione     | Oro | Argento | Bronzo | Totale |
| ------ | ----------- | --- | ------- | ------ | ------ |
| 1      | Colombia    | 3   | 2       | 0      | 5      |
| 2      | Spagna      | 3   | 0       | 0      | 3      |
| 3      | Francia     | 1   | 2       | 3      | 6      |
| 4      | El Salvador | 1   | 0       | 0      | 1      |
| 5      | Ecuador     | 0   | 1       | 1      | 2      |
| 6      | Belgio      | 0   | 1       | 0      | 1      |
| 6      | Italia      | 0   | 1       | 0      | 1      |
| 6      | Paraguay    | 0   | 1       | 0      | 1      |
| 9      | Germania    | 0   | 0       | 2      | 2      |
| 10     | Guatemala   | 0   | 0       | 1      | 1      |
| 10     | Messico     | 0   | 0       | 1      | 1      |
| Totale | Totale      | 8   | 8       | 8      | 24     |